# Erased Tapes Records
Erased Tapes Records est un label discographique indépendant britannique, basé à Londres, en Angleterre. Il est créé au début de 2007 par l'Allemand Robert Raths. Les sorties se focalisent sur la musique contemporaine et la musique électronique avec des artistes comme Nils Frahm ou Ólafur Arnalds.

## Histoire
Le label est créé par Robert Raths au début de 2007 à Londres, avec la sortie de l'EP Vemeer de Ryan Lee West sous le nom d'Aparatec. Le label est parfois mentionné pour sa forte esthétique sonore et visuelle avec un accent particulier sur l'emballage et le design,, qui a vu des collaborations avec FELD, Supermundane et Gregory Euclide. Erased Tapes, jusqu'en 2018 (avec la sortie ERATP100 1+1=X ), avait la tradition de sortir une compilation gratuite toutes les 10 sorties.
Fin 2011, Erased Tapes Records ouvre sa maison d'édition Erased Tapes Music. En 2014, Erased Tapes Music lance la série Meet the Composer.
En février 2017, Erased Tapes Records ouvre la Erased Tapes Sound Gallery à Londres, près de Victoria Park. L'espace se voulait un lieu où les artistes de toutes sortes pourraient présenter leur travail et où les gens pourraient acquérir de nouvelles appréciations des arts sonores et visuels. Raths déclare que la galerie avait été créée en réponse au fait que tant d'artistes en difficulté n'avaient pas d'endroit pour pratiquer ou se produire et qu'il était très satisfait du résultat. La Erased Tapes Sound Gallery est depuis fermée.

## Artistes notables
- Ben Lukas Boysen
- Daniel Brandt
- Högni
- Kiasmos
- Lubomyr Melnyk
- Michael Price
- Nils Frahm
- Ólafur Arnalds
- Penguin Cafe Orchestra
- Rival Consoles
- Taylor Yacin (ex-membre)
- Geko (ex-membre)